# Wetherill Park, New South Wales
Wetherill Park este o suburbie în Sydney, Australia.